# Irfan Smajlagić
Irfan Smajlagić, né le 16 octobre 1961 à Banja Luka, est un joueur puis entraîneur croate de handball. Il est notamment champion olympique en 1996.

## Biographie

### Carrière de joueur
Médaillé olympique sous les couleurs de deux pays, d'abord avec Yougoslavie avec une médaille de bronze aux Jeux olympiques de 1988 à Séoul, puis avec la Croatie aux Jeux olympiques de 1996 à Atlanta, il est également vice-champion du monde 1995 et a remporté une médaille de bronze au championnat d'Europe 1994.
En club, il débute au RK Borac Banja Luka avant de rejoindre en 1987 le RK Medveščak Zagreb. 
En 1990, après un très bon Championnat du monde 1990 où il est élu meilleur ailier droit de la compétition, il est courtisé par de nombreux clubs européens et signe finalement à l'US Ivry. Après trois saisons dans le club Ivryien, il prend en 1993 la direction de l'USAM Nîmes 93 avec lequel il remporte la Coupe de France, est vice-champion de France et atteint la 3e place de la Ligue des champions 1993-1994. Il retourne en 1994 en Croatie où il évolue successivement une saison au Badel 1862 Zagreb, puis au RK Zamet Rijeka et enfin au Medveščak Zagreb.
En 1999, il revient en France au Livry-Gargan handball avec lequel il devient meilleur buteur du championnat de France avec 174 buts marqués. Toutefois, le club est rétrogradé pour des raisons financières et Smajlagić trouve refuge aux Girondins de Bordeaux HBC. Finalement, Livry-Gargan est réintégré en D1 pour la saison 2001-2002 et Smajlagić y retourne et est de nouveau le meilleur buteur du championnat de France avec 185 buts marqués.

### Carrière d'entraîneur
Il a ensuite entamé une carrière d'entraîneur. Il a entraîné les équipes de jeunes de la Croatie, mais après un conflit avec le sélectionneur national Lino Červar, il a quitté ses responsabilités au sein de la Croatie.
Il a ensuite pris en charge l'Équipe d'Égypte entre 2007 et 2009, remportant le Championnat d'Afrique des nations 2008 et terminant 10e aux Jeux olympiques de 2008
Il rejoint ensuite le club bosnien du RK Bosna Sarajevo entre 2009 et 2011 et enfin RK Zamet Rijeka à compter d'octobre 2012.
En mars 2014, il rejoint le club féminin du ŽRK Lokomotiva Zagreb. Il quitte toutefois le club à la fin de l'année 2014, évoquant les différences trop importantes entre les ambitions annoncées du club et les moyens financiers qu’il avait à sa disposition.
Il est alors nommé en juin 2015 à la tête de l'équipe nationale d'Iran. Il y reste jusqu'en 2016.

### Vie privée
Son neveu, Damir Smajlagić, est également handballeur et a également joué à l'US Ivry entre 1998 et 1999 puis entre 2006 et 2014.

## Palmarès de joueur

### Club
Compétitions internationales
- Finaliste de la Ligue des champions (1) : 1995 (avec Zagreb)
  - 3e place de la Ligue des champions 1993-1994 (avec USAM Nîmes 93)

Compétitions nationales
- Vainqueur du Championnat de Yougoslavie (1) : 1981 (avec Banja Luka)
  - Deuxième en 1985 (avec Banja Luka)
- Vainqueur de la Coupe de Yougoslavie (3) : 1978 (avec Banja Luka), 1989, 1990 (avec Medveščak)
- Vainqueur de la Coupe de France (1) : 1994 (avec Nîmes)
- Deuxième du Championnat de France (2) : 1993 (avec Ivry), 1994 (avec Nîmes)
- Vainqueur du Championnat de Croatie (2) : 1995, 1996 (avec Zagreb)
- Vainqueur de la Coupe de Croatie (2) : 1995, 1996 (avec Zagreb)

### Sélection nationale
Jeux olympiques
- Médaille d'or aux Jeux olympiques de 1996 à Atlanta,  États-Unis
- Médaille de bronze aux Jeux olympiques de 1988 à Séoul,  Corée du Sud

Championnat du monde
- Médaille d'argent au Championnat du monde 1995,  Islande
- 4e place au Championnat du monde 1990,  Tchécoslovaquie

Championnat d'Europe
- Médaille de bronze au Championnat d'Europe 1994,  Portugal

Jeux méditerranéens
- Médaille d'or aux Jeux méditerranéens de 1993

### Distinctions individuelles
- Élu meilleur ailier droit du Championnat du monde 1990[5]
- Élu meilleur ailier droit du Championnat du monde 1995[15]
- Élu meilleur ailier droit des Jeux olympiques 1996
- Élu meilleur ailier droit du Championnat d'Europe 2000
- Meilleur buteur du championnat de France en 2000 (174 buts)[8], 2002 (185 buts)[10]
- Élu handballeur croate de l'année en 1995

## Palmarès d'entraineur
- Médaille d'or au Championnat du monde 2003,  Portugal
- Médaille d'or aux Jeux olympiques de 2004 à Athènes,  Grèce
- Médaille d'or au Championnat d'Afrique des nations 2008 en  Angola

- Championnat de Bosnie-Herzégovine (2) : 2010, 2011
- Coupe de Bosnie-Herzégovine (1) : 2010
- Championnat de Croatie (1) : 2014
- Coupe de Croatie (1) : 2014